# Hnutí Víry
Hnutí Víry je křesťanský proud vzniklý v USA v 70. letech 20. století z křesťanského letničního hnutí, v některých krajních směrech hlásající teologii prosperity. Důraz je kladen především na dary uzdravování, vymítání démonů, na Boží moc a zázraky působící „tady a teď“. Teologicky nové jsou především „dary Ducha“, které začaly být vnímány jako dispozice, které je možné duchovním úsilím dále rozvíjet.
Počátky hnutí jsou spojeny s působením evangelisty Esseka W. Keynona (1867–1948), jehož ústředními důrazy byly „pozitivní vyznávání Božího Slova“ a „zákon víry“, který spočívá na Božích pravidlech. Dalším významným představitelem byl Kenneth Hagin (1917–2003), na nějž navázal jeho spolupracovník Kenneth Copeland, když vytvořil tzv. „zákony prosperity“. Chudoba je vnímána jako prokletí, které má být překonáno vírou.
Jedním ze zástupců hnutí Víry v České republice je Triumfální centrum víry (TCV). Jeho zakladatelem je pastor Miloš Kozohorský, absolvent biblické školy Rhema v Tulse v americké Oklahomě. TCV působí především v Praze a Brně, částečně také v Olomouci a Ostravě. Provozuje internetový obchod Služba triumfální víry a internetové Rádio Vítězství vysílající především hudbu vlastní hudební skupiny Hlas probuzení a kázání pastorů TCV.
Hnutí víry vychází z křesťanského letničního hnutí, proto se většina sborů hnutí Víry (včetně Triumfálního centra víry) považuje za křesťanské.
Režisérka Tereza Nvotová, která sama měla v dětství zkušenosti s hnutím Víry, dva roky Triumfální centrum víry sledovala, z čehož vznikl v roce 2008 film Ježíš je normální!.